# 211 (число)
Вижте пояснителната страница за други значения на 211.
211 (двеста и единадесет) е просто, естествено, цяло число, следващо 210 и предхождащо 212.
Двеста и единадесет с арабски цифри се записва „211“, а с римски цифри – „CCXI“. 211 е на 47-о място в реда на простите числа (след 199 и преди 223). Числото 211 е съставено от три цифри от позиционните бройни системи – 2 (две), 1 (едно).

## Общи сведения
- 211 е нечетно число.
- 211-ият ден от годината е 30 юли.
- 211 е година от Новата ера.